# Pages arrachées au livre de Satan
Pour plus de détails, voir Fiche technique et Distribution.
Pages arrachées au livre de Satan (parfois titré Feuillets arrachés au livre de satan) (Blade af Satans bog) est un film danois réalisé par Carl Theodor Dreyer, sorti en 1921.

## Synopsis

### Première séquence
Palestine au Ier siècle de notre ère, Hypocrite, Satan pousse Judas à trahir Jésus.

### Deuxième séquence
A Séville en Espagne, sous l'Inquisition Don Gomez de Castro est astrologue. Sa fille, Isabel, étudie sous la férule d'un moine Don Fernandez, qui est amoureux d'elle. L'intendant José les accuse bientôt d'hérésie. Don Gomez mourra sous la torture, tandis qu'Isabel, violée par Don Fernandez, sera brûlée.

### Troisième séquence
En 1793 dans France révolutionnaire, le comte de Chambord, menacé par les révolutionnaires, confie sa fille et son épouse à son valet Joseph. Mais, celui-ci le trahit et les laisse se faire arrêter. Geneviève, la fille du comte, lui promet le rachat s'il aide Marie-Antoinette à s'évader. Mais Joseph trahira une deuxième fois.

### Quatrième séquence
En 1918 en Finlande, les « Rouges » livrent bataille aux « Blancs » et pratiquent un sévère dogmatisme idéologique. Moine défroqué, Satan provoque l'amour de Rautaniemi pour Siri. Mais celle-ci demeure fidèle à Paavo et à sa patrie. Cette fois-ci, Satan a échoué.
Le visage de Siri, filmé en gros plan, suivant « une échelle de sentiments, avec une longue suite d'expressions changeantes » (Dreyer) préfigure le futur chef-d'œuvre La Passion de Jeanne d'Arc réalisé en 1928.

## Fiche technique
- Titre : Pages arrachés au livre de satan
- Titre original : Blade af Satans bog
- Réalisation : Carl Theodor Dreyer
- Scénario : Edgar Høyer d'après le roman de Marie Corelli
- Photographie : George Schnéevoigt
- Pays d'origine : Danemark
- Format : Noir et blanc - Film muet
- Genre : Drame
- Durée : 167 minutes
- Date de sortie : 1921

## Distribution
- Helge Nissen : Satan/Le Grand Inquisiteur/Erneste/Ivan
- Halvard Hoff : Jésus (première séquence)
- Jacob Texiere : Judas (première séquence)
- Hallander Helleman : Don Gomez de Castro (seconde séquence)
- Ebon Strandin Isabel, fille de Castro(seconde séquence)
- Johannes Meyer : Don Fernandez (seconde séquence)
- Nalle Halldén : Le Majordome (seconde séquence)
- Tenna Kraft : Marie Antoinette (troisième séquence)
- Viggo Wiehe : Le Comte de Chambord (troisième séquence)
- Emma Wiehe : La Comtesse de Chambord (troisième séquence)
- Jeanne Tramcourt : Lady Genevieve de Chambord (troisième séquence)
- Hugo Bruun : Comte Manuel (troisième séquence)
- Elith Pio : Joseph (troisième séquence)
- Emil Helsengreen : Le commissaire du peuple (troisième séquence)
- Viggo Lindstrøm : Vieux Pitou (troisième séquence)
- Vilhelm Petersen : Fouquier-Tinville (troisième séquence)
- Clara Pontoppidan : Siri (quatrième séquence)
- Carlo Wieth : Paavo (quatrième séquence)
- Karina Bell : Naimi (quatrième séquence)
- Carl Hillebrandt : Rautamiemi (quatrième séquence)
- Christian Nielsen : Corporal Matti (quatrième séquence)

## Autour du film
Inspiré par le film Intolérance de David Wark Griffith sorti en 1916, le film est divisé en quatre séquences, elles-mêmes introduites par un texte prologue, dans lequel il est énoncé que Dieu invite Satan à prendre forme humaine et à agir contre les lois divines (« Tente-les, pour qu'ils agissent contre ma volonté »). À la différence de Griffith, Dreyer a traité, pour sa part, les quatre épisodes séparément.
Le film sera tout autant fustigé par les luthériens puritains, jugeant l'œuvre blasphématoire, que par l'extrême-gauche prolétarienne, qualifiant Dreyer de profondément réactionnaire.